# Сачковичское сельское поселение
Са́чковичское сельское поселение — муниципальное образование в центральной части Климовского района Брянской области. Административный центр — село Сачковичи.
Образовано в результате проведения муниципальной реформы в 2005 году, путём слияния дореформенных Сачковичского, Воробьёвского и Могилевецкого сельсоветов.

## Население
| 2010  | 2011  | 2012  | 2013  | 2014  | 2015  | 2016  | 2017  | 2018  |
| ----- | ----- | ----- | ----- | ----- | ----- | ----- | ----- | ----- |
| 1775  | ↘1766 | ↗1780 | ↗1790 | ↘1764 | ↘1738 | ↘1701 | ↘1686 | ↘1648 |
| 2019  | 2020  | 2021  |       |       |       |       |       |       |
| ↘1629 | ↘1589 | ↗1673 |       |       |       |       |       |       |

## Состав сельского поселения
В состав сельского поселения входят 15 населённых пунктов
| №  | Населённый пункт | Тип населённого пункта       | Население |
| -- | ---------------- | ---------------------------- | --------- |
| 1  | Важица           | посёлок                      | →0        |
| 2  | Великие Пожни    | посёлок                      | ↘47       |
| 3  | Воробьёвка       | посёлок                      | ↗126      |
| 4  | Грецковка        | посёлок                      | ↘0        |
| 5  | Гуков            | посёлок                      | ↘8        |
| 6  | Добрынь          | деревня                      | ↗4        |
| 7  | Дохновы          | посёлок                      | ↗19       |
| 8  | Корытенка        | посёлок                      | →0        |
| 9  | Могилевцы        | село                         | ↘433      |
| 10 | Новосергеевка    | посёлок                      | ↘28       |
| 11 | Ольховка         | деревня                      | ↗5        |
| 12 | Плужин           | посёлок                      | ↘0        |
| 13 | Сачковичи        | село, административный центр | ↗1118     |
| 14 | Холуповка        | посёлок                      | →2        |
| 15 | Чадица           | посёлок                      | →0        |